# Kill-Team-Morde in Afghanistan
Die Morde des Kill-Teams in Afghanistan waren Verbrechen mehrerer Angehöriger des 3rd Platoon, Bravo Company, 2nd Battalion, 1st Infantry Regiment, 5th Brigade (5. Stryker Brigade Combat Team), 2nd Infantry Division der Forward Operating Base Ramrod, einer Militärbasis der United States Army in Maiwand in der Provinz Kandahar. Von Januar bis Mai 2010 wurden willkürlich afghanische Zivilisten mit Gewehren und Granaten getötet, obwohl diese Menschen keinerlei Bedrohung darstellten. Die Fälle erregten internationales Aufsehen. Der Anführer der Verschwörung war der Staff Sergeant Calvin Gibbs, der zu lebenslanger Haft verurteilt wurde.

## Vorwürfe

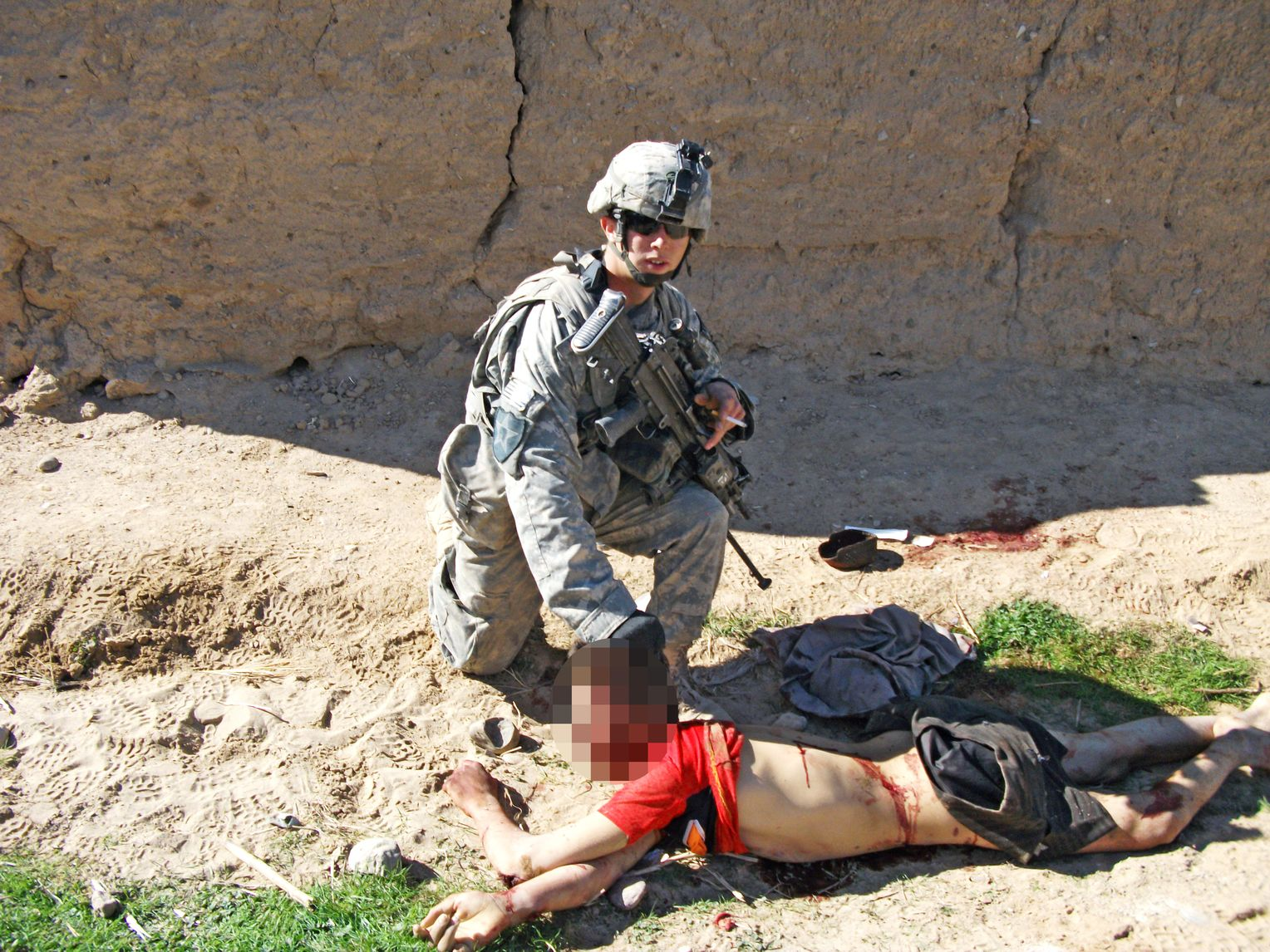
Andrew Holmes posiert mit der entblößten Leiche von Gul Mudin (Gesicht verpixelt) kurz nach seiner Ermordung am 15. Januar 2010

Die Soldaten sollen sogenannte „Kill Teams“ zum Zweck der Ermordung unschuldiger Afghanen gebildet haben. Den Opfern sollen Finger und Zähne als Trophäen abgenommen worden sein. Außerdem wurden im März 2011 Fotos mit zwei der Angeklagten im Magazin Der Spiegel veröffentlicht, auf denen sie mit Leichen posieren. Die „Kill Teams“ sollen Waffen bei den getöteten Afghanen platziert haben, um einen Angriff vorzutäuschen.

## Prozesse
Im September 2010 mussten sich vier Soldaten vor einem Militärgericht wegen Mordes an drei afghanischen Zivilisten im Mai 2010 verantworten. Außerdem wurden sieben weitere wegen Vertuschung und Drogenmissbrauch angeklagt. Das Verfahren begann am 27. September 2010 auf der USAG Joint Base Lewis-McChord (JBLM) nahe Tacoma. Alle wegen Mordes Angeklagten plädierten auf unschuldig. 14 von 18 Zeugen lehnten eine Aussage ab, weil sie sich selbst belastet hätten.
Am 24. März 2011 gestand Jeremy N. Morlock die Ermordung von afghanischen Zivilisten und wurde vom Militärgericht zu 24 Jahren Haft verurteilt. Als Hauptzeuge und durch Aussagen gegen seine Kameraden musste er keine lebenslange Haftstrafe antreten.
Anfang August 2011 wurde Adam Winfield wegen Mordes an mindestens einem afghanischen Zivilisten zu drei Jahren Haft verurteilt. Dem vorausgegangen war eine Vereinbarung zwischen der Staatsanwaltschaft und Winfield, indem sich dieser bereiterklärte gegen Calvin Gibbs auszusagen.
Am 31. Oktober 2011 begann der Prozess gegen Calvin Gibbs vor einem Militärgericht. Die Staatsanwaltschaft warf ihm Mord und Anstiftung zum Mord in drei Fällen vor. Zur Prozesseröffnung räumte die Verteidigung ein, dass Gibbs den drei Toten den Finger entfernt habe. Er habe aber mit zwei der Morde nichts zu tun. Bei dem dritten handelte er nach eigenen Angaben in Notwehr.
Am 10. November 2011 wurde Gibbs in allen 15 Anklagepunkten schuldig gesprochen. Er wurde zu lebenslanger Haft mit der Möglichkeit einer vorzeitigen Entlassung nach zehn Jahren verurteilt.

## Opfer
Bislang bekannte Opfer sind
- Gul Mudin, 15-jähriger Bauernsohn, getötet am 15. Januar 2010 im Dorf La`l Moḩammad Kalay (د, لعل محمد كلی)
- Marach Agha, getötet am 22. Februar 2010
- Mullah Allah Dad, getötet am 2. Mai 2010

## Kulturelle Rezeption
Der amerikanische Regisseur Dan Krauss drehte den Dokumentarfilm The Kill Team, der 2013 auf dem Tribeca Film Festival uraufgeführt wurde. Jahre später adaptierte er seine Dokumentation zu dem gleichnamigen Spielfilm, der 2019 in die Kinos kam.